# Bat-Öldzij járás
Bat-Öldzij járás (mongol nyelven: Бат-Өлзий сум) Mongólia Dél-Hangáj tartományának egyik járása. Területe 2400 km². Népessége kb. 5200 fő.
Székhelye 130 km-re északnyugatra fekszik Arvajhér tartományi székhelytől.